# どこかで知った娘
「どこかで知った娘」（原題： The Girl I Knew Somewhere）は、マイク・ネスミスが作詞作曲し、モンキーズが1967年に発表した楽曲。

## 概要
アルドン・ミュージックの創立者で、ブリル・ビルディングの多数のソングライターたちを管理していたドン・カーシュナーは、同時にモンキーズのテレビ番組『ザ・モンキーズ・ショー』や彼らのレコード制作にも関わっていた。シングルはB面も、A面と同じ割合でロイヤルティーが発生することから、カーシュナーは1枚目のシングル「恋の終列車」においても2枚目の「アイム・ア・ビリーヴァー」においても、いわばボーナスとしてB面にブリル・ビルディングの作家の作品を採用した。
「アイム・ア・ビリーヴァー」は1966年12月、ビルボード・Hot 100の1位を記録。カーシュナーはさらなるヒットを求め、作者のニール・ダイアモンドに曲の執筆を依頼する。演奏には一切参加できず、決定権も与えられていなかったモンキーズのメンバーたちはこの頃からフラストレーションを抱えていたが、カーシュナーは彼らの声に耳を貸そうとはしなかった。
反旗を翻したのはマイク・ネスミスだった。彼は1967年1月19日、自作の「どこかで知った娘（The Girl I Knew Somewhere）」を他のメンバーとともに密かにレコーディング。このときのリード・ボーカルはネスミス自身が務めた。
1967年の初め、ネスミスはウェスト・ハリウッドのクラブ「ウィスキー・ア・ゴーゴー」でタートルズのコンサートを見たあと、ベーシストのチップ・ダグラスに接触。ダグラスに向かって、モンキーズのメンバーがみな「工場制手工業」的なレコーディングの在り方に飽き飽きしていること、自由獲得のため新しいプロデューサーを探していることを打ち明けた。
ネスミス「ところで俺たちのバンドのプロデューサーになるつもりはないか？」
ダグラス「でも俺は生まれてこの方レコードをプロデュースしたことなんかないよ」
ネスミス「心配するな。たとえタートルズをやなめなきゃならない事態になっても、君がほしいものはすべて用意してやる」
ダグラスは2月の公演を最後にタートルズを脱退。後任にはジム・ポンズがおさまった。
一方、カーシュナーは次のシングルのため1967年1月21日、ニューヨークのRCAビクターのスタジオBをおさえる。ジェフ・バリーのプロデュースの下、ヒュー・マクラッケンやハービー・ロヴェルなどのセッション・ミュージシャンが集められ、ニール・ダイアモンド作の「恋はちょっぴり（A Little Bit Me, a Little Bit You）」とバリー作の「シー・ハングズ・アウト」のレコーディングが行われた。グループも歌入れのためニューヨークに飛び、リード・ボーカルはともにデイビー・ジョーンズが担当した。同年2月、A面を「恋はちょっぴり」とし、B面を「シー・ハングズ・アウト」とするシングルがピクチャースリーブ付きで発表される。カナダとアメリカ本国のラジオでかかり始めた時、ついにネスミスは本気で怒り、無許可でレコードを発表したとの理由によりカーシュナーを解雇した。カナダで出回ったレコードは回収され、アメリカでは発売中止となった。
同年2月10日、海の向こうではビートルズが「ア・デイ・イン・ザ・ライフ」にオーケストラをダビングするため、EMIスタジオの第1スタジオで総勢40名のメンバーの演奏をレコーディングした。ビートルズはセッションを見守るゲストとして友人たちを招き、創作意欲に燃えていたネスミスもこの日第1スタジオを訪れた。レコーディングの模様はプロモーション・フィルム用に撮影され、ネスミスの姿もわずかながら確認できる。
同年2月23日、グループはチップ・ダグラスをプロデューサーに迎え「どこかで知った娘」を再レコーディング。リード・ボーカルはミッキー・ドレンツにかわった。3月18日、モンキーズは「恋はちょっぴり」を3枚目のシングルとして正式に発売。「どこかで知った娘」はそのB面に収録された。前者はビルボード・Hot 100の2位、キャッシュボックスの1位を記録し大ヒット。「どこかで知った娘」もA面の人気に押され、39位を記録した。
両面ともオリジナル・アルバムには収録されなかった。ネスミスがリードをとるバージョンや、その他の別テイクはコンピレーション・アルバム『The Headquarters Sessions』に収録された。

## 演奏者
- ミッキー・ドレンツ - リード・ボーカル、ドラムズ
- マイク・ネスミス - エレクトリック・ギター、バッキング・ボーカル
- ピーター・トーク - アコースティック・ギター、ハープシコード
- デイビー・ジョーンズ - タンバリン
- チップ・ダグラス - ベース